# Fay Compton
Fay Compton (18 de septiembre de 1894 – 12 de diciembre de 1978) fue una actriz inglesa perteneciente a un destacado linaje de actores. Su padre era el actor y director Edward Compton. Su madre, Virginia Bateman, también era actriz, al igual que Viola Compton, hermana de Fay. Asimismo, eran intérpretes sus tías y sus tíos, y su abuelo fue el actor del siglo XIX Henry Compton. El novelista Compton Mackenzie fue hermano de Fay Compton.

## Biografía
Nacida en Londres, Inglaterra, su verdadero nombre era Virginia Lilian Emeline Compton Mackenzie. 
Compton hizo sus primeras actuaciones profesionales entre 1911 y 1913 con las producciones teatrales Pelissier's Follies, de H. G. Pelissier, su futuro primer marido, y con el cual se casó siendo aún una adolescente.  Destacó trabajando en varias obras de James Matthew Barrie (autor de Peter Pan), entre ellas Mary Rose en 1920. En 1926 Compton publicó unos recuerdos bajo el título de Rosemary: Some remembrances.
Activa tanto en el teatro clásico como en el teatro contemporáneo, Compton tuvo la distinción de interpretar a Ofelia frente a dos de los más celebrados Hamlet, John Barrymore y John Gielgud. En 1962 fue "Marya" en la producción llevada a cabo por Sir Laurence Olivier de la obra Tío Vania en el  Festival de Teatro de Chichester. Tres años después, compartió escenario con Ingrid Bergman en Un mes en el campo de Iván Turguénev.
El trabajo cinematográfico de Compton no es tan conocido como sus actuaciones teatrales. Sin embargo, actuó en más de cuarenta filmes entre 1914 y 1970, siendo sus películas más populares Larga es la noche (1947), Laughter in Paradise (1951) Otelo (1952, de Orson Welles) (1952) y The Haunting (1963). 
Entre sus actuaciones televisivas destaca su intervención en 1965 junto a Michael Hordern en la obra televisiva Land of My Dreams, escrita por Clive Exton. Uno de sus últimos papeles de importancia para la pequeña pantalla fue el de Tía Ann en la adaptación de la BBC de 1967 La saga de los Forsyte.
Además de su actividad cinematográfica y teatral, trabajó en la radio y en la grabación discográfica. Asimismo, dirigió una academia de interpretación, la Fay Compton School of Dramatic Arts, en la cual estudiaron figuras como Alec Guinness, John Le Mesurier, Jan Sterling, Sally Gray, Joe Mitcheson y Elton Hayes.

## Vida personal
Fay Compton se casó cuatro veces. Sus maridos fueron:
1. H. G. Pelissier, con el que tuvo un hijo, Anthony Pelissier)
2. Lauri de Frece
3. Leon Quartermaine
4. Ralph Michael, actor británico

Su nieta es la actriz británica Tracy Reed.
Fay Compton falleció en 1978 en Londres, Inglaterra. Tenía 84 años de edad. 

## Filmografía parcial
- Uneasy Virtue (1931)
- Waltzes from Vienna (Valses de Viena)  (1933)
- The Mill on the Floss (El gran vendaval) (1937)
- So This Is London (1939)
- The Prime Minister (1941)
- Larga es la noche (1947)
- Nicholas Nickleby (1947)
- London Belongs to Me (1948)
- Blackmailed (1951)
- Laughter in Paradise (Risa en el paraíso) (1951)
- Otelo (1952)
- Lady Possessed (1952)
- I Vinti (1953)
- Aunt Clara (1954)
- Doublecross (1956)
- The Story of Esther Costello (La historia de Esther Costello) (1957)
- Town on Trial (1957)
- Tío Vania (1963)
- The Haunting (1963)
- Journey to Midnight (1967)
- I Start Counting (1969)
- The Virgin and the Gypsy (1970)